# Baghead
Pour plus de détails, voir Fiche technique et Distribution.
Baghead est un film américain indépendant mumblecore de 2008, réalisé par Jay Duplass et Mark Duplass.

## Synopsis
Quatre acteurs, Matt, Catherine, Michelle et Chad, décident de s'isoler quelques jours dans une cabane en forêt pour écrire, réaliser et jouer dans un film qui les rendra célèbres. Ils pensent à un film d'horreur mettant en scène un homme portant un sac en papier sur la tête. C'est alors que ce même personnage débarque vraiment dans leur vie.

## Fiche technique
- Genre : horreur
- Interdit aux moins de 12 ans

## Distribution
- Ross Partridge : Matt
- Steve Zissis : Chad
- Greta Gerwig : Michelle
- Elise Muller : Catherine